# Carl von Becker
Carl Johan von Becker, född 26 september 1775, död 25 juni 1831, var en svensk poet som vid fem tillfällen fick ta emot pris av Svenska Akademien.
Han var son till major Johan von Becker och Beata Ulfsparre, som under sin tid var känd för sina kärleksäventyr. 
Carl von Becker började sin karriär som åhörare (s.k. auskultant) vid Göta hovrätt 1793. Några år senare, 1798, utsågs han till hovjunkare, och samma år blev han vice häradshövding. År 1800 började von Becker som jurist inom försvarsmakten (s.k. auditör) vid Vestgöta-Dals regemente. Tre år senare, år 1803, blev han titulär lagman. Som sådan bodde von Becker på sin egendom Traneberg.

## Verk
- 1820 - Försök i skaldekonsten

## Hedersbetygelser och utmärkelser
- 1815 - Blev uppläst vid Svenska Akademiens högtidsdag (Vid Carl Johan Adlercreutz graf)
- 1816 - Belönad med Mindre guldmedaljen av Svenska Akademien (Välgörandet)
- 1817 - Belönad med Stora priset av Svenska Akademien (Sång till konung Gustaf III:s ära)
- 1819 - Belönad med Mindre guldmedaljen av Svenska Akademien (Sinnesstyrkan)
- 1822 - Belönad med Mindre guldmedaljen av Svenska Akademien (Sång i anledning af konung Carl XIII:s ärestods aftäckande)